# Mustagatta, Bellary
Mustagatta là một làng thuộc tehsil Bellary, huyện Bellary, bang Karnataka, Ấn Độ.